# Nick joue et gagne
Série The Thin Man
Nick, gentleman détective (1936) L'Ombre de l'Introuvable (1941)
Pour plus de détails, voir Fiche technique et Distribution.

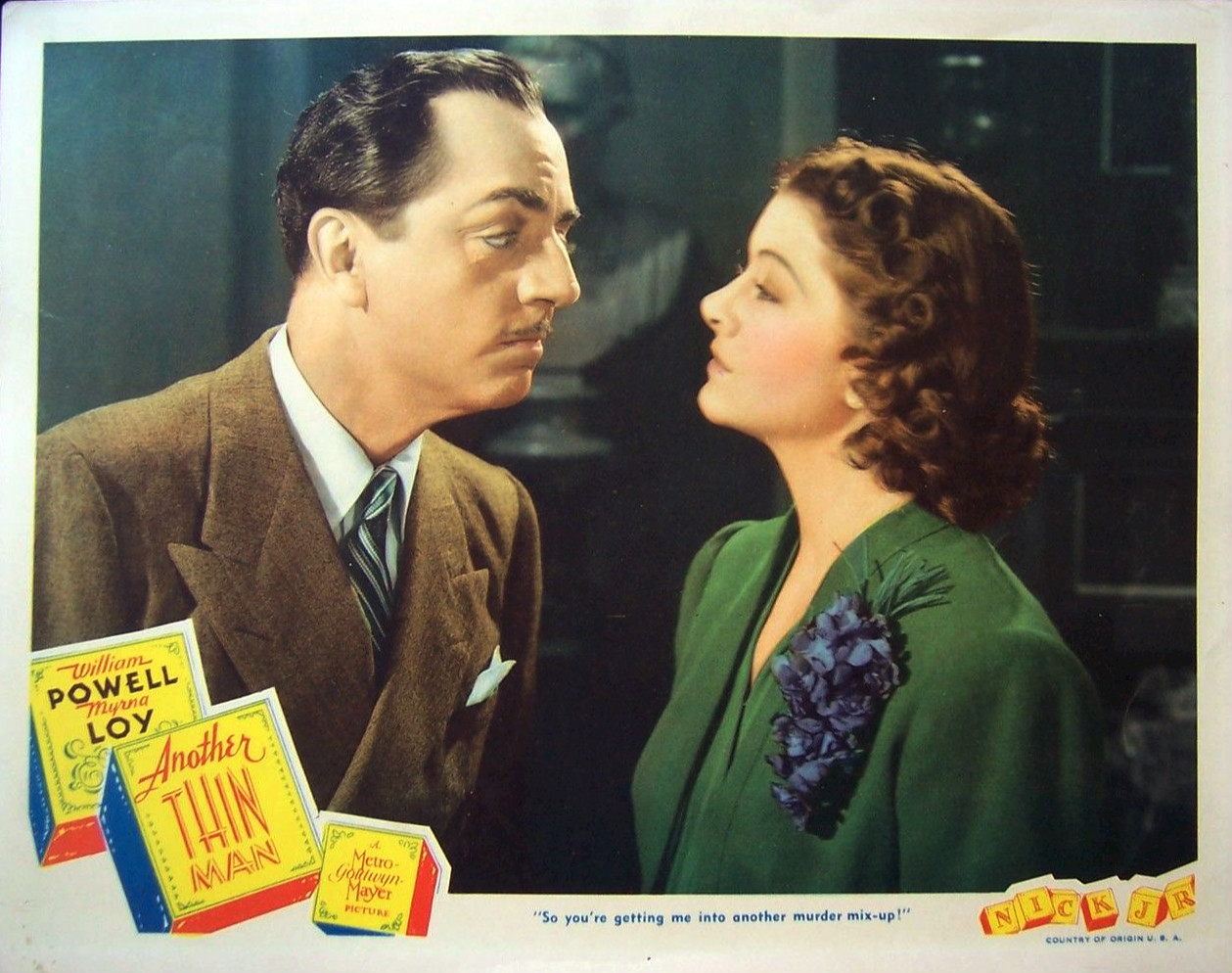
William Powell et Myrna Loy

Nick joue et gagne (Another Thin Man) est un film américain en noir et blanc réalisé par W. S. Van Dyke, sorti en 1939.
Il s’agit du troisième des six volets de la série de films Thin man mettant en scène les personnages de Nick et Nora, mari et femme jouant les détectives amateurs, incarnés par William Powell et Myrna Loy depuis 1934.

## Synopsis
Nick et Nora Charles sont à présent, parents d'un petit garçon. Malgré tout, les voila repartis pour une nouvelle enquête : un assassinat dans une propriété de Long Island.

## Fiche technique
- Titre : Nick joue et gagne
- Titre original : Another Thin Man
- Réalisation : W. S. Van Dyke
- Scénario : Albert Hackett et Frances Goodrich, d'après le roman éponyme de Dashiell Hammett
- Producteur : Hunt Stromberg
- Société de production et de distribution : Metro-Goldwyn-Mayer
- Musique : Edward Ward
- Photographie : William H. Daniels et Oliver T. Marsh
- Montage : Fredrick Y. Smith
- Décors : Cedric Gibbons
- Costumes : Dolly Tree
- Pays d'origine :  États-Unis
- Langue : anglais / espagnol
- Format : noir et blanc
- Genre : Comédie policière
- Durée : 103 minutes
- Dates de sortie : 
  - États-Unis : 17 novembre 1939
  - France : 26 décembre 1941
- Affiche : Boris Grinsson (France)

## Distribution
- William Powell : Nick Charles
- Myrna Loy : Nora Charles
- Virginia Grey : Lois MacFay / Linda Mills
- Otto Kruger : l'assistant du procureur de district Van Slack
- C. Aubrey Smith : Colonel Burr MacFay
- Ruth Hussey : Dorothy Waters
- Nat Pendleton : Lieutenant Guild
- Patric Knowles : Dudley Horn
- Tom Neal : Freddie Coleman
- Phyllis Gordon : Mme Isabella Bellam
- Sheldon Leonard : Phil Church
- Don Costello : 'Diamond Back' Vogel
- Harry Bellaver : 'Creeps' Binder
- Alexander D'Arcy : Gigolo
- Marjorie Main : Mme Dolley

Acteurs non crédités
- Murray Alper : Larry
- Paul E. Burns : contrôleur de tickets
- Edward Gargan : détective Quinn
- Edward Hearn : détective
- Horace McMahon : chauffeur de MacFay
- Nestor Paiva : Maître-d'hôtel du 'West Indies Club'
- Frank Sully : Pete
- Skippy : Asta le chien

## Autour du film
- Tournage de juillet à août 1939[1].

- William Powell faillit ne pas prendre part à ce nouveau volet des Thin man pour raison de santé. Le réalisateur W. S. Van Dyke adapta son travail en tenant compte de l'état de l'acteur[2].

## Galerie

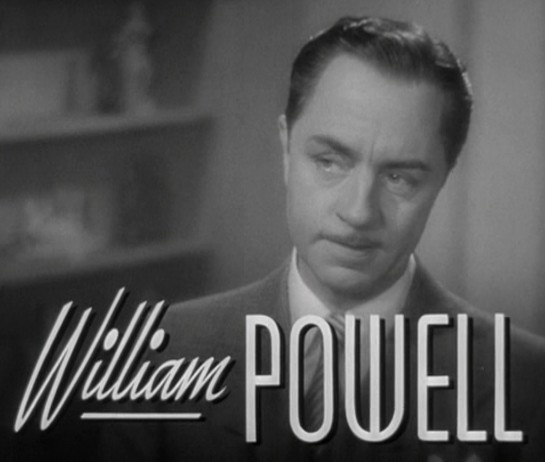
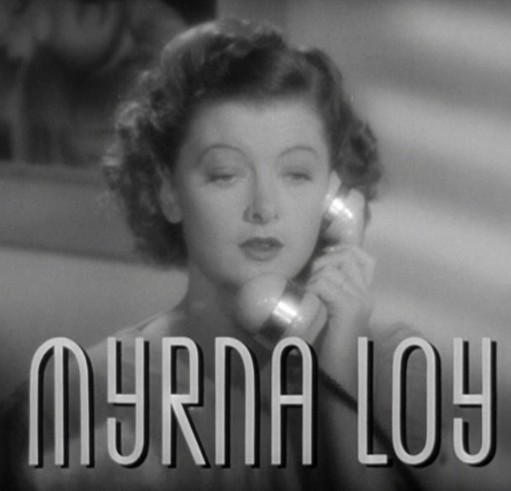
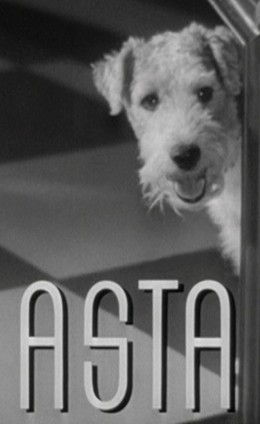
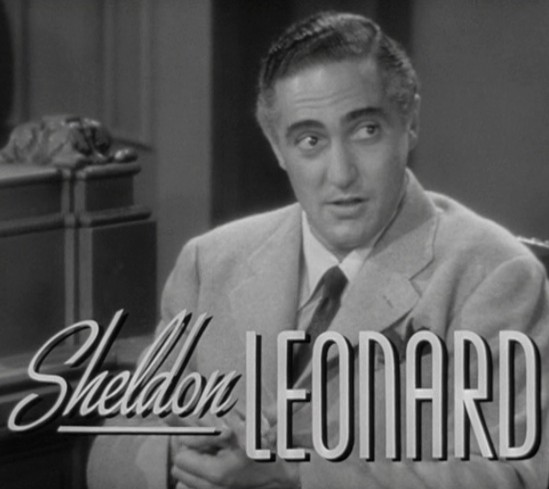
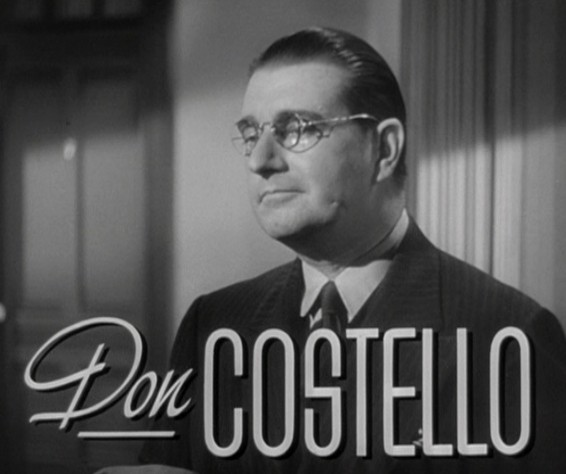